# Agnieszka Wilczewska
Agnieszka Zofia Wilczewska – polska chemiczka, prorektorka Uniwersytetu w Białymstoku (2024).

## Życiorys
W 1994 ukończyła studia chemiczne na Filii Uniwersytetu Warszawskiego w Białymstoku. W 1998 obroniła na Uniwersytecie Warszawskim napisaną pod kierunkiem Jacka Morzyckiego rozprawę doktorską Reakcje układów enamidowych z odczynnikami elektrofilowymi. W 2017 habilitowała się na Uniwersytecie w Białymstoku w dziedzinie nauk chemicznych, przedstawiwszy dzieło Synteza materiałów polimerowych i polimerowo-magnetycznych metodą polimeryzacji z udziałem ditiowęglanów oraz materiałów magnetycznych i ich zastosowanie. W 2022 otrzymała tytuł nauk chemicznych.
W latach 1994–1999 pracowała jako asystentka naukowo-dydaktyczna w Zakładzie Chemii Produktów Naturalnych Wydziału Matematyczno-Przyrodniczego Filii Uniwersytetu Warszawskiego w Białymstoku. W roku akademickim 1999/2000 odbyła staż naukowy w Centre national de la recherche scientifique w Gif-sur-Yvette we Francji, zaś w roku akademickim 2000/2001 odbyła półtoraroczny staż w Rhodia Recherches et Technologies (Centre de Recherches et Technologies d’Aubervilliers) we Francji. Od 2001 związana zawodowo z Uniwersytetem w Białymstoku, początkowo z Zakładem Chemii Produktów Naturalnych Wydziału Biologiczno-Chemicznego, zaś od 2013 z Zakładem Chemii Produktów Naturalnych. W 2019 awansowała na stanowisko profesora uczelni. Na uczelni pełniła funkcje m.in. kierowniczki Zakładu Polimerów i Syntezy Organicznej oraz prorektorki ds. nauki i współpracy międzynarodowej (2024).
Od sierpnia do grudnia 2015 kierowała laboratorium we Fluenta Solutions Ltd. w Wielkiej Brytanii.
Jej zainteresowania badawcze obejmują takie zagadnienia jak: chemia organiczna; otrzymywanie dobrze zdefiniowanych i scharakteryzowanych materiałów polimerowych pod względem ich właściwości fizykochemicznych; synteza i analiza polimerów zawierających rdzeń magnetyczny oraz wrażliwych na bodźce do zastosowań biomedycznych, metody modyfikacji własności fizycznych polimerów (temperatura zeszklenia, hydrofilowość/hydrofobowość) oraz wybrane właściwości chemiczne; synteza i analiza selektywnych sorbentów polimerowych zdolnych do wybiórczej sorpcji związków organicznych, a także jonów metali; synteza i analiza polimerów zawierających w swojej strukturze fulereny i inne nanocząstki; projektowanie materiałów pod względem ich chemicznej selektywności i stabilności, metody fizycznej i chemicznej immobilizacji grup funkcyjnych i enzymów w materiałach polimerowych i nanocząstkach.
Członkini: Polskiego Towarzystwa Chemicznego (od 1998), w tym przewodnicząca Białostockiego Oddziału PTChem (2016–2019); Stowarzyszenia SIMS – Zarządzanie Infrastrukturą Naukowo-Badawczą (od 2015); Komisji Nauk Chemicznych i Fizycznych Polskiej Akademii Nauk w Olsztynie i Białymstoku (2019–2022).
Wyróżniona nagrodami rektora UwB oraz nagrodą naukową PAN. Odznaczona Medalem Komisji Edukacji Narodowej (2015) oraz Srebrnym Medalem za Długoletnią Służbę (2017).